# Дювошель, Николя
Николя Дювошель (фр. Nicolas Duvauchelle; род. 27 марта 1980 года в Париже) — французский актёр. Трёхкратный номинант на премию «Сезар».

## Биография и карьера
В юности Николя учился на фармацевта, а также посещал парижский боксерский клуб. Кроме того, он был участником двух музыкальных групп - «Michael D'Amour» и «Cry Havoc».
Николя начал актерскую карьеру в 1999 году с главной роли в фильме «Воришка» (фр. Le Petit Voleur). В 2004 году за роль в фильме «Страстные тела», который вышел на экраны годом ранее, Дювошель был номинирован на получение французской национальной кинопремии «Сезар» в категории «Лучший начинающий актёр».
В 2006 году Дювошель исполнил одну из главных ролей в фильме «Ад», являющимся экранизацией произведения современной французской писательницы Лолиты Пий, и рассказывающем о трагической любви двух представителей парижской золотой молодёжи. В криминальном триллере «Второе дыхание» именитого режиссера Алена Карно, вышедшем в 2007 году, Николя снимается с Моникой Белуччи. В этом же году в прокат выходит фильм ужасов «Месть нерождённому», в котором актер играет полицейского.
В 2009 году на экраны вышел фильм «Белый материал». Дювошель исполнил в нём роль Манюэля Виаля, а его коллегами по съёмочной площадке стали Изабель Юппер и Кристофер Ламберт. Фильм получил номинацию на «Золотого льва», главную награду Венецианского кинофестиваля.
В 2011 году можно было увидеть Николя Дювошеля в криминальной драме «Палиция». За исполнение роли Матьё актер был во второй раз в своей жизни номинирован на «Сезар». Спустя 6 лет его вновь ждала номинация на эту премию: на этот раз за главную роль в картине «Я не сволочь».
В 2020 году во Франции состоится премьера нового фильма режиссера Матиаса Мальзьё «Русалка в Париже». Две главные роли в романтическом фэнтези достались Дювошелю и актрисе Мэрилин Лиме.

## Личная жизнь
Николя имел длительные отношения с актрисой Людивин Санье. В 2005 году у них родилась дочь Бонни, но позже пара распалась.
Также у актера есть дочь Роми (от журналистки Лауры Изас, сестры актрисы Алис Изас) и сын Андре (от модели Анучки Алсиф).

## Избранная фильмография
| Год  |   | Русское название             | Оригинальное название    | Роль           |
| ---- | - | ---------------------------- | ------------------------ | -------------- |
| 1999 | ф | Красивая работа              | Beau Travail             | легионер       |
| 2001 | ф | Что ни день, то неприятности | Trouble Every Day        | Erwan          |
| 2003 | ф | Нетерпеливые тела            | Les Corps impatients     | Поль           |
| 2003 | ф | Максимальный экстрим         | Snowboarder              | Гаспар         |
| 2004 | ф | До скорого!                  | À tout de suite          | Ален           |
| 2005 | ф | Авантюра                     | Une aventure             | Жюльен         |
| 2006 | ф | Ад                           | Hell                     | Андре          |
| 2006 | ф | Великий Мольн                | Le Grand Meaulnes        | Августин Мольн |
| 2007 | ф | Месть нерождённому           | À l'intérieur            | полицейский    |
| 2007 | ф | Второе дыхание               | Le Deuxième Souffle      | Антуан         |
| 2008 | ф | Секреты государства          | Secret défense           | Пьер / Азиз    |
| 2009 | ф | Дочь линии метро             | La Fille du RER          | Франк          |
| 2009 | ф | Дикие травы                  | Les Herbes folles        | Жан-Ми         |
| 2009 | ф | Белый материал               | White Material           | Манюэль Виаль  |
| 2010 | ф | Несколько счастливцев        | Happy Few                | Винсент        |
| 2011 | ф | Глаза его матери             | Les Yeux de sa mère      | Матьё          |
| 2011 | ф | Дочь землекопа               | La Fille du puisatier    | Жак Мазель     |
| 2011 | ф | Палиция                      | Polisse                  | Матьё          |
| 2012 | ф | Расскажите о себе            | Parlez-moi de vous       | Люка           |
| 2012 | ф | Свадьба в Мендосе            | Mariage à Mendoza        | Антуан         |
| 2012 | ф | Как братья                   | Comme des frères         | Эли            |
| 2013 | ф | Ради женщины                 | Pour une femme           | Жан            |
| 2015 | ф | Я не сволочь                 | Je ne suis pas un salaud | Эдди           |
| 2016 | ф | Сирота                       | Orpheline                | отец Кики      |
| 2017 | ф | Любовь и страсть. Далида     | Dalida                   | Ричард         |
| 2017 | ф | Жених на двоих               | Jour J                   | Матиас         |
| 2017 | ф | Впусти солнце                | Un beau soleil intérieur | актер          |
| 2020 | ф | Русалка в Париже             | Une sirène à Paris       | Гаспар         |
| 2021 | ф | Кроличья лапа                | La Patte de lapin        | Николя         |